# Byrrhus seravshanensis
Byrrhus seravshanensis is een keversoort uit de familie pilkevers (Byrrhidae). De wetenschappelijke naam van de soort is voor het eerst geldig gepubliceerd in 1998 door Putz.